# Dylan Duke
Dylan Duke, född 4 mars 2003, är en amerikansk professionell ishockeyforward som är kontrakterad till Tampa Bay Lightning i National Hockey League (NHL) och spelar för Syracuse Crunch i American Hockey League (AHL).
Han har tidigare spelat för Michigan Wolverines i National Collegiate Athletic Association (NCAA) och Team USA i United States Hockey League (USHL).
Duke draftades av Tampa Bay Lightning i fjärde rundan i 2021 års draft som 126:e spelare totalt.

## Statistik
| 2016–2017   | Belle Tire AAA Hockey U13  | T1EHL       | 5   | 4  | 3  | 7   | 4  | — | — | — | — | — |
| 2017–2018   | Compuware Youth Hockey U14 | HPHL        | 20  | 24 | 23 | 47  | 30 | — | — | — | — | — |
| 2018–2019   | Compuware Youth Hockey U16 | HPHL        | 19  | 12 | 11 | 23  | 12 | — | — | — | — | — |
| 2019–2020   | Team USA                   | USHL        | 32  | 12 | 11 | 23  | 22 | — | — | — | — | — |
|             | U.S. National U17 Team     |             | 46  | 29 | 18 | 47  | 28 | — | — | — | — | — |
|             | U.S. National U18 Team     |             | 6   | 0  | 1  | 1   | 2  | — | — | — | — | — |
| 2020–2021   | Team USA                   | USHL        | 26  | 10 | 7  | 17  | 20 | — | — | — | — | — |
|             | U.S. National U17 Team     |             | 3   | 0  | 0  | 0   | 0  | — | — | — | — | — |
|             | U.S. National U18 Team     |             | 50  | 29 | 20 | 49  | 32 | — | — | — | — | — |
| 2021–2022   | Michigan Wolverines        | NCAA        | 41  | 10 | 9  | 19  | 20 | — | — | — | — | — |
| 2022–2023   | Michigan Wolverines        | NCAA        | 41  | 18 | 14 | 32  | —  | — | — | — | — |   |
| 2023–2024   | Michigan Wolverines        | NCAA        | 41  | 26 | 23 | 49  | 30 | — | — | — | — | — |
|             | Syracuse Crunch            | AHL         | 3   | 0  | 0  | 0   | 0  | 5 | 0 | 2 | 2 | 2 |
| 2024–2025   | Tampa Bay Lightning        | NHL         | 2   | 1  | 0  | 1   | 0  | — | — | — | — | — |
|             | Syracuse Crunch            | AHL         | 36  | 13 | 9  | 22  | 28 | — | — | — | — | — |
| NHL totalt  | NHL totalt                 | NHL totalt  | 2   | 1  | 0  | 1   | 0  | — | — | — | — | — |
| AHL totalt  | AHL totalt                 | AHL totalt  | 39  | 13 | 9  | 22  | 28 | 5 | 0 | 2 | 2 | 2 |
| NCAA totalt | NCAA totalt                | NCAA totalt | 123 | 54 | 46 | 100 | 93 | — | — | — | — | — |
| USHL totalt | USHL totalt                | USHL totalt | 58  | 22 | 18 | 40  | 42 | — | — | — | — | — |

### Internationellt
| Källa: Uppdaterad: 2025-02-10 | Källa: Uppdaterad: 2025-02-10 | Källa: Uppdaterad: 2025-02-10 |         | Utv = Utvisningsminuter | Utv = Utvisningsminuter | Utv = Utvisningsminuter | Utv = Utvisningsminuter | Utv = Utvisningsminuter |
| År                            | Lag                           | Mästerskap                    | Matcher | Mål                     | Assists                 | Poäng                   | Utv                     |                         |
| ----------------------------- | ----------------------------- | ----------------------------- | ------- | ----------------------- | ----------------------- | ----------------------- | ----------------------- | ----------------------- |
| 2021                          | USA                           | U18-VM                        | 5       | 3                       | 1                       | 4                       | 4                       |                         |
| 2022                          | USA                           | JVM                           | 7       | 1                       | 3                       | 4                       | 4                       |                         |
| Junior totalt                 | Junior totalt                 | Junior totalt                 | 12      | 4                       | 4                       | 8                       | 8                       |                         |